# Beach City
|  | Per a altres significats, vegeu «Beach City (Ohio)». |

Beach City és una població dels Estats Units a l'estat de Texas. Segons el cens del 2000 tenia 1.645 habitants.

## Demografia
Segons el cens del 2000, Beach City tenia 1.645 habitants, 623 habitatges, i 490 famílies. La densitat de població era de 143 habitants/km².
Dels 623 habitatges en un 35,6% hi vivien nens de menys de 18 anys, en un 70,5% hi vivien parelles casades, en un 6,1% dones solteres, i en un 21,2% no eren unitats familiars. En el 16,2% dels habitatges hi vivien persones soles el 6,1% de les quals corresponia a persones de 65 anys o més que vivien soles. El nombre mitjà de persones vivint en cada habitatge era de 2,64 i el nombre mitjà de persones que vivien en cada família era de 2,97.
Per edats la població es repartia de la següent manera: un 25,8% tenia menys de 18 anys, un 7% entre 18 i 24, un 28% entre 25 i 44, un 29,8% de 45 a 60 i un 9,4% 65 anys o més.
L'edat mediana era de 40 anys. Per cada 100 dones de 18 o més anys hi havia 102,5 homes.
La renda mediana per habitatge era de 70.104 $ i la renda mediana per família de 75.439 $. Els homes tenien una renda mediana de 55.268 $ mentre que les dones 33.750 $. La renda per capita de la població era de 28.421 $. Aproximadament el 2,8% de les famílies i el 4% de la població estaven per davall del llindar de pobresa.

## Poblacions properes
El següent diagrama mostra les poblacions més properes.